# ポール・マッカーシー (芸術家)
ポール・マッカーシー（1945年8月4日 - ）は、ロサンゼルスを拠点とする現代美術家。

## 略歴
マッカーシーは ソルトレイクシティでうまれ、ウェーバー州立大学で芸術を学び、その後ユタ大学に通う。 サンフランシスコ・アート・インスティチュートで研究を続け美術学士を取得。1972年南カリフォルニア大学で博士号をえる。1982年から2002年の間カリフォルニア大学ロサンゼルスで教鞭を取り、パフォーマンスアートやインスタレーション、ビデオアートなどを教えた。
もともとは画家として研鑽を積んだが、マッカーシーの主な関心は現実の生活に介入し混乱を巻き起こすことにあった。その意図がもっとも直接的に表れた1960年代後半の多くの作品は、 Mountain Bowling (1969)に代表されるように、アラン・カプローのハプニングに影響を受けている。マッカーシーとカプローは共同活動を行っている。

## 作品

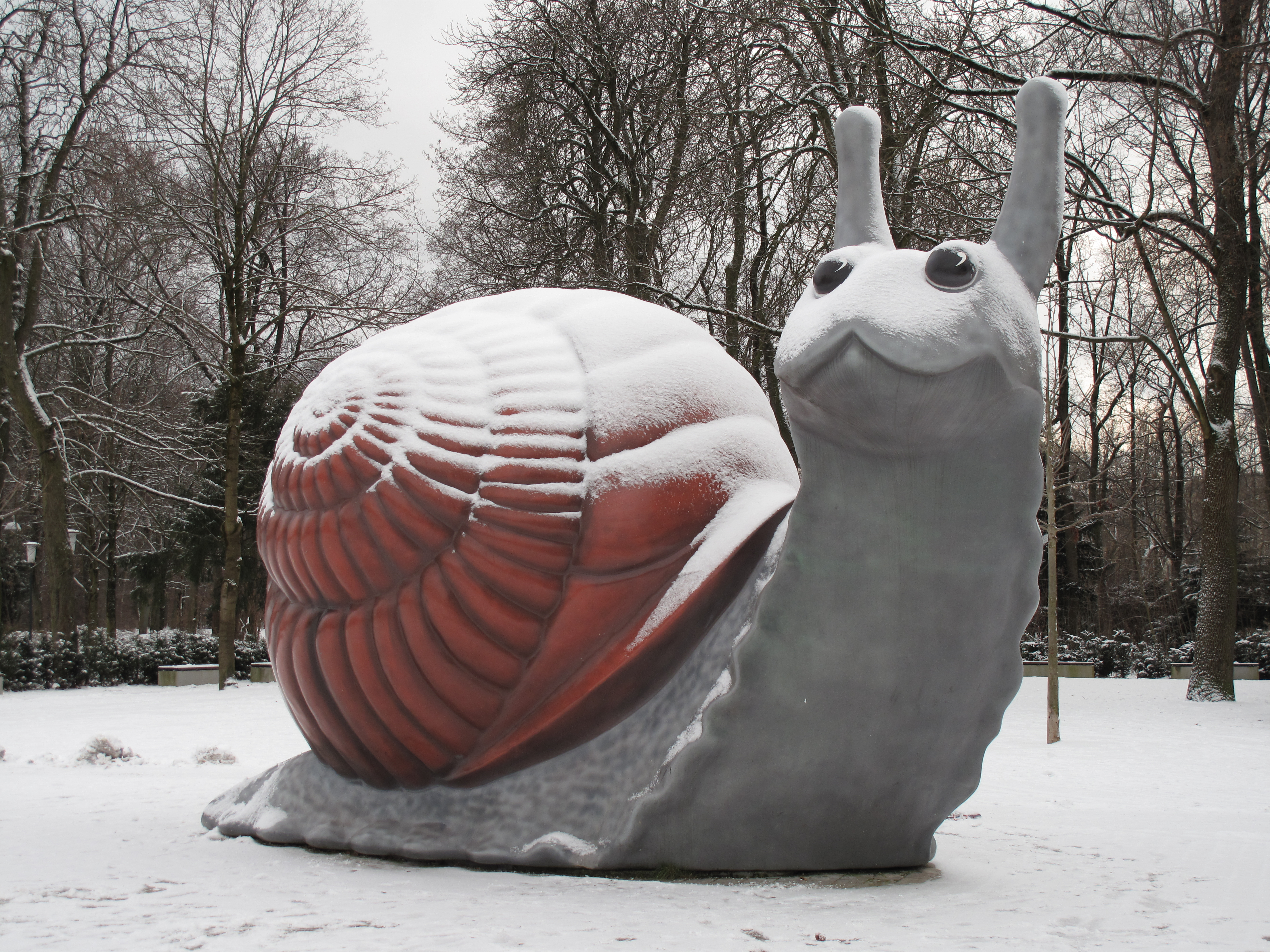
Sweet Brown Snail by Jason Rhoades and Paul McCarthy at the Bavariapark and the Verkehrszentrum of the Deutsches Museum in Munich.

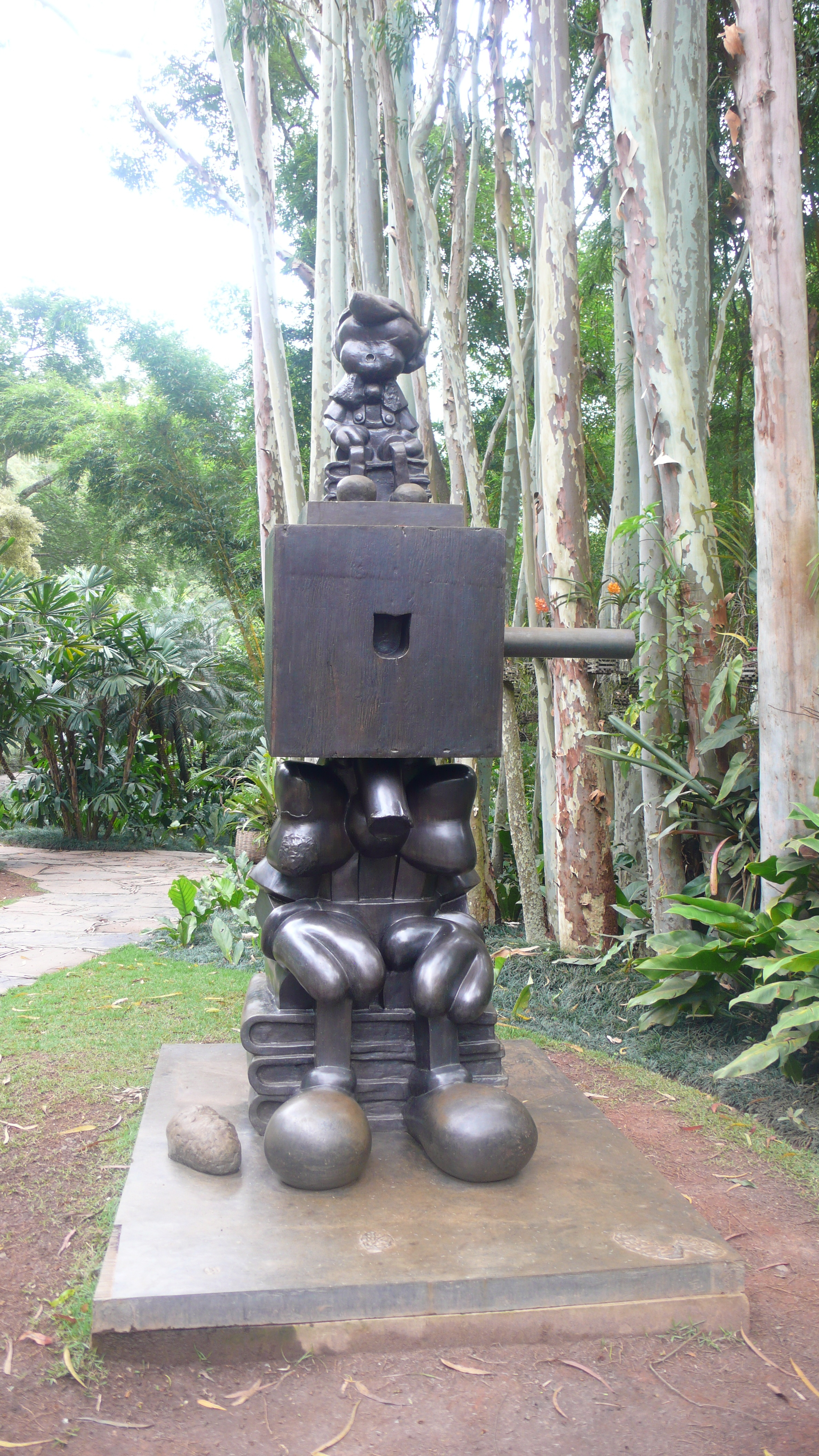
Boxhead (2001)Collection of the Centro de Arte Contemporânea Inhotim in Brumadinho,ブラジル

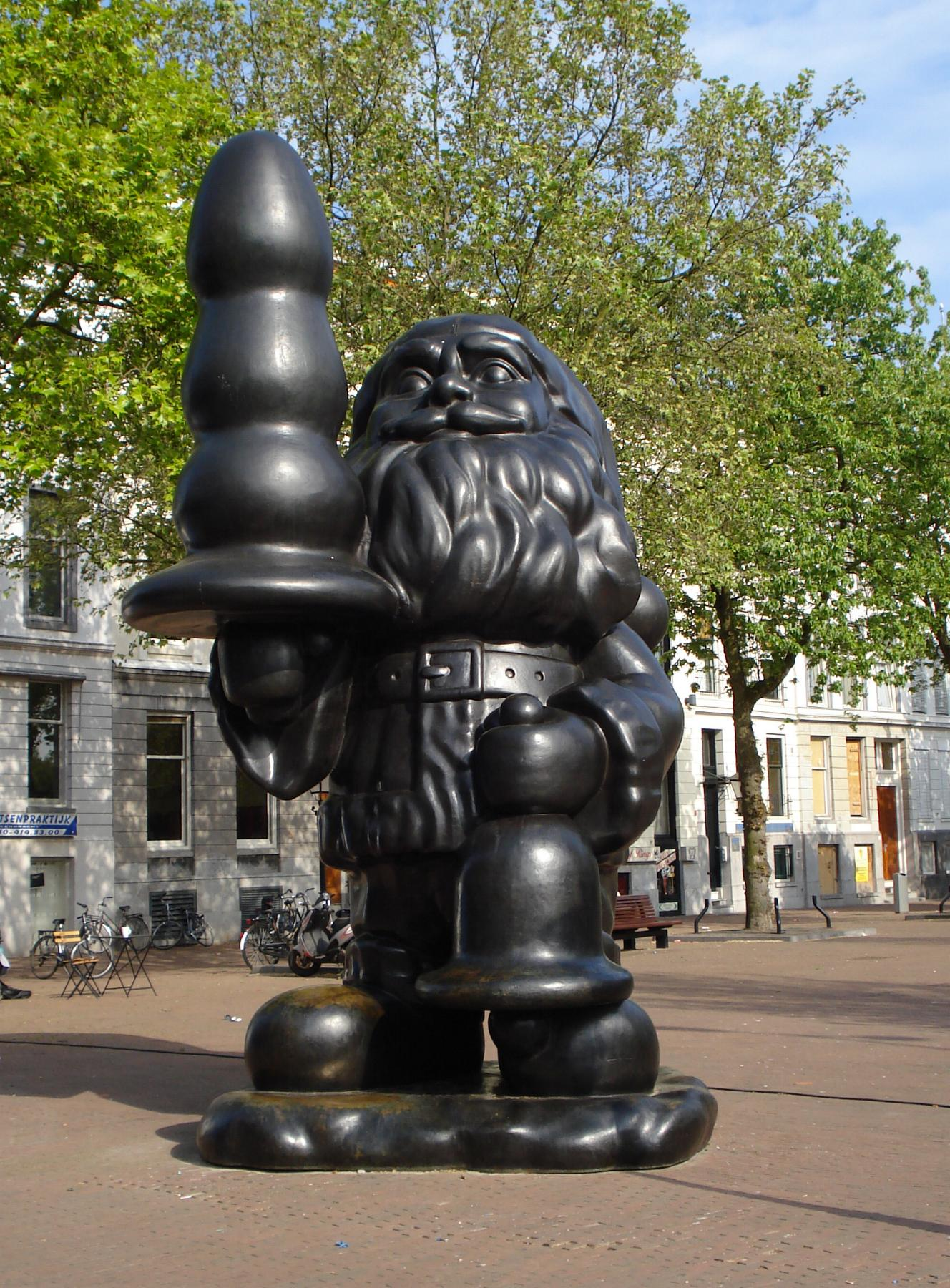
サンタクロース （2001年）Eendrachtsplein,ロッテルダム,オランダ

マッカーシーの作品はパフォーマンス、インスタレーション、映像作品、絵画、彫刻など多様である。 彼は二つの芸術上のバックグラウンドを持っている。一つはアメリカの大衆文化で、典型的なアメリカ文化であるB級映画やディズニーアニメ、ソープオペラ、アメコミなどを参照した作品を発表している。マッカーシーは消費に支配されたアメリカ社会やマスメディアを巧みに批評し、その偽善性やダブルスタンダード、それらが人間に与える抑圧を露悪的に表現する。もう一つはヨーロッパの前衛芸術であり、マッカーシーは作品の形態的な方法論をそこから多く学んでいる。彼が影響をうけた主な人物、芸術運動としてはヨーゼフ・ボイス、フロイト、ベケット、ウィーンアクショニズムが挙げられる。

彼自身７０年代からウィーンアクショニズムに影響を受けていたと証言しているが、マッカーシーは自らの作品とウィーンアクショニズムには明確な差異があると次のように述べている
。ロサンゼルスはウィーンではない。私の作品はロサンゼルスの子供番組が元である。私はティーンエイジャーのころカトリシズムも第二次世界大戦も体験していないし、ヨーロッパ的な環境に身を置いたことがない。みんなウィーンのアートを言及するときケチャップと血の大きな違いがあるということを考慮しない。私は私の作品にはシャーマン的なところがあるとは全く思わない。私の作品はシャーマンになることではなく道化になることについてのものだ
。彼はキャリアの初期には絵画という枠を破壊するために彼の身体を絵筆やキャンバスとして使うような作品をつくっていた。その後、体液やその代替品として食品を作品に用いるようになった。Sause(1974) というビデオ作品では彼自身の頭や顔に体液や食品を塗った。” 体を塗料でぬり、そしてケチャップやマヨネーズ、生肉をぬりつけた。あるパートでは糞を塗り付けた。”これは明白にウィーンアクショニズムのアーティストGünter Brusの作品と類似している。ともに絵画から出発し、既存の感覚や倫理を揺さぶるようなパフォーマンスを行い、社会の慣習に対抗し、観客、アーティスト双方の精神の限界に挑むような表現を行っており影響がみてとれる。そのようなマッカーシーの作品として他にはClass Fool(1976)がある。Class Foolではケチャップまみれの教室で、意識が混濁し自傷するまでパフォーマンスし続けた。彼はその間何度か嘔吐し、バービー人形を直腸に挿入することもあった。 このパフォーマンスは観客が誰もみてない状況になってやっと終わった。
90年代のマッカーシーの作品はPainter (1995)のように芸術の偉大さの神話の転覆を目指し、ヒロイックな男性芸術家像を攻撃した。